# Търнър (окръг, Южна Дакота)
Вижте пояснителната страница за други значения на Търнър.
Окръг Търнър (на английски: Turner County) е окръг в щата Южна Дакота, Съединени американски щати. Площта му е 1599 km², а населението - 8315 души (2017). Административен център е град Паркър.